# Anne Dsane Andersen
Anne Dsane Andersen, född 10 november 1992, är en dansk roddare.
Andersen tävlade för Danmark vid olympiska sommarspelen 2016 i Rio de Janeiro, där hon tog brons i tvåa utan styrman.